# Енимълс
„Енимълс“ (на английски: The Animals – „Животните“) е английска блус рок група, основана през 1962 година в Нюкасъл ъпон Тайн.
Тя е известна с характерния глас на вокалиста Ерик Бърдън, демонстриран в емблематичните им песни „The House of the Rising Sun“, „Please Don't let me be Misunderstood“, „See See Rider“, „We Gotta Get Out Of This Place“ и други. Групата се разпада през 1969 година, но на няколко пъти се събира отново за кратко през 70-те и 80-те години.

## Дискография
- 1964 The Animals
- 1965 Animal Tracks
- 1966 Animalisms
- 1967 Winds of Change
- 1968 The Twain Shall Meet
- 1968 Every One of Us
- 1968 Love Is

## Ерик Бърдън
- 1970 Eric Burdon Declares War
- 1977 Guilty
- 1982 Comeback
- 1988 I Used To Be An Animal
- 1993 Access All Areas
- 2004 My Secret Life
- 2005 Athens Traffic Live
- 2006 Soul of a Man